# Alain Bernard
Alain Bernard (n. 1 mai 1983, Aubagne, Provence-Alpes-Côte d'Azur, Franța) este un înotător francez, medaliat olimpic. A participat la două ediții ale Jocurilor Olimpice (2008, 2012) în care a câștigat două medalii de aur, o medalie de argint și o medalie de bronz.